# Sakmara
Sakmara (russisk: Сакмара, basjkirsk: Һаҡмар – Haqmar) er en flod i Orenburg oblast og republikken Basjkortostan i Rusland. Den er en højre biflod til Ural, og er 798 km lang, med et afvandingsareal på 30.200 km². Vandmængden 55 km før udmundingen er 144 m³/s.
Sakmara har sine kilder i Basjkortostan, i den aller sydligste del af Uralbjergene, sydvest for Magnitogorsk. Den løber først mod syd, før den vender vestover ved byen Kuvandyk, og løber parallelt med floden Ural, som den munder ud i ved byen Orenburg.
De største bifloder er Bolsjoj Ik, Salmysj og Zilair.
53°17′58″N 58°07′35″Ø / 53.2994°N 58.1264°Ø